# Tecklenburg
Teclemburgo, ou Tecklenburg em alemão, é uma cidade da Alemanha, localizada no distrito de Steinfurt, Renânia do Norte-Vestfália.